# برناردو پیانگو
برناردو پیانگو (انگلیسی: Bernardo Piñango؛ زادهٔ ۹ فوریهٔ ۱۹۶۰) بوکسور اهل ونزوئلا است.